# Ligia Fallas Rodríguez
Ligia Elena Fallas Rodríguez (San Ramón, 21 de septiembre de 1959) es una educadora, sindicalista y política costarricense, exdiputada por la provincia de Alajuela en la Asamblea Legislativa por el Partido Frente Amplio.
Fallas se licenció en Ciencias de la Educación por medio de la Universidad de Costa Rica. Desde 1987 trabaja como docente y sindicalista en el Ministerio de Educación Pública de Costa Rica. Fue Secretaria de la Mujer en el Sindicato de Trabajadores de la Educación Costarricense (SEC) y Secretaria de Organización de la Central de Trabajadores Rerum Novarum. Dentro del Partido Frente Amplio fue miembro del Comité Provincial de Alajuela, Comisión Política y Asamblea Nacional. En 2018 renunció a dicho partido. Fue regidora municipal en el Concejo Municipal de San Ramón durante el período 2012-2014, mediante la coalición Liga Ramonense, y activista del Foro de Occidente, grupo vecinal que se opuso con éxito a la concesión de la empresa OAS para la carretera a San Ramón.  En el Parlamento participó como proponente de 65 proyectos de ley, entre los que destacan el Uniones Civiles de parejas del mismo sexo y el Proyecto de Ley 20561 de Promoción de la Conciencia Agraria y la Agricultura Urbana. Además fue firmante de dos propuestas de reformas al Reglamento Legislativo y dos de reformas constitucionales y brindó su apoyo a la polémica reforma a la Ley de Bienestar Animal, que fue finalmente aprobada como Ley 9458. Participa activamente en las manifestaciones contra el proyecto de ley 20580, conocido como plan fiscal.